# A View From the End of the World
A View From the End of the World är bandet Machinae Supremacys fjärde album. Utkom den 3 november 2010.

## Låtlista
1. "A View From The End of The World" - 3:52
2. "Force Feedback" - 5:34
3. "Rocket Dragon" - 4:51
4. "Persona" - 5:16
5. "Nova Prospekt" - 5:13
6. "World of Light" - 1:14
7. "Shinigami" - 4:08
8. "Cybergenesis" - 5:43
9. "Action Girl" - 4:12
10. "Crouching Camper Hidden Sniper" - 3:59
11. "Indiscriminate Murder is Counter-Productive" - 4:07
12. "One Day in The Universe" - 4:16
13. "The Greatest Show on Earth" - 3:31
14. "Remnant (March of the Undead IV)" - 5:54